# 169 Zelia
169 Zelia è un asteroide roccioso della fascia principale, in orbita attorno al Sole; venne scoperto il 28 settembre 1876 dall'astronomo francese Prosper Henry. L'asteroide deve il suo nome ad una nipote dell'astronomo Camille Flammarion.
La superficie dell'asteroide è particolarmente chiara.